# NGC 2064
NGC 2064 je odrazna maglica u zviježđu Orionu. 

## Vanjske poveznice
- SEDS: NGC 2064